# Inermidrilus georgei
Inermidrilus georgei är en ringmaskart som först beskrevs av Erséus 1987.  Inermidrilus georgei ingår i släktet Inermidrilus och familjen glattmaskar. Arten är reproducerande i Sverige. Inga underarter finns listade i Catalogue of Life.